# Dekanat Marburg-Amöneburg
Das Dekanat Marburg-Amöneburg ist eines von zehn Dekanaten im römisch-katholischen Bistum Fulda. Es umfasst grob den Landkreis Marburg-Biedenkopf sowie den ehemaligen Landkreis Frankenberg. Es grenzt im Osten an das Dekanat Fritzlar, im Süden an das Bistum Mainz, im Westen an das Bistum Limburg und im Norden an das Erzbistum Paderborn.
Sitz des Dekanats ist Marburg. Dechant ist Franz Langstein, zugleich Pfarrer der Pfarrei St. Johannes Ev. Marburg, sein Stellvertreter ist Marcus Vogler (Amöneburg).

## Geschichte
Mit der Dekanatsreform zum 1. April 2007 wurde das Dekanat Marburg-Amöneburg als eines von zehn Dekanaten des Bistums Fulda neu errichtet. Es ist deckungsgleich mit den namensgebenden beiden vorherigen Dekanaten.

## Gliederung
Das Dekanat Marburg-Amöneburg gliedert sich in die folgenden drei Pastoralverbünde:
| Pastoralverbünde                    | zugehörige Pfarreien und Kuratien mit Filialen |
| ----------------------------------- | --- |
| Amöneburg-Stadtallendorf-Neustadt   | - St. Johannes der Täufer (Momberg) - Hl. Dreifaltigkeit (Neustadt/Hessen) - Heilig Geist (Stadtallendorf) mit der Pfarrkirche St. Blasius und St. Elisabeth (Niederklein) sowie den Filialen Christkönig (Stadtallendorf), St. Katharina (Stadtallendorf), St. Michael (Stadtallendorf), Mariä Himmelfahrt (Emsdorf) und Maria Königin (Halsdorf) - St. Bonifatius Amöneburger Land mit der Pfarrkirche St. Johannes der Täufer (Amöneburg) und den Filialen St. Antonius der Einsiedler (Rüdigheim), St. Michael der Erzengel (Anzefahr), St. Nikolaus (Himmelsberg), St. Matthäus Ev. (Sindersfeld), Mariä Himmelfahrt (Stausebach), St. Cyriakus (Bauerbach), St. Johannes der Täufer (Ginseldorf), St. Michael (Erfurtshausen), St. Elisabeth (Kirchhain), St. Hubertus (Mardorf), Mariae Geburt und Johannes der Täufer (Roßdorf) und St. Michael und St. Elisabeth (Schröck) |
| St. Elisabeth von Thüringen Marburg | - St. Franziskus (Cappel) - Hl. Kreuz (Fronhausen) mit der Filiale Hl. Dreifaltigkeit (Lohra) - St. Johannes Evangelist (Marburg) mit der Filiale St. Jakobus (Wenkbach) - St. Peter und Paul (Marburg) mit den Filialen Maria Königin (Cölbe) und St. Martin (Wehrda) - Unsere Liebe Frau von der Heimsuchung (Marburg) |
| St. Georg – Lahn/Eder               | - Mutterschaft Mariens (Haina/Kloster) mit der Filiale St. Anna (Wohra) - St. Elisabeth (Industriehof) mit der Filiale Christkönig (Ernsthausen) - St. Antonius und St. Elisabeth (Vöhl) - St. Bonifatius (Wetter) - Mariae Himmelfahrt (Frankenberg) |